# Melodie
O melodie poate fi:

1. o succesiune de sunete cu înălțimi și durate diferite, care alcătuiesc o unitate muzicală.
2. o compoziție muzicală, cântec.

O melodie este alcătuită din fraze muzicale separate de cadențe. 
O melodie repetată devine o temă muzicală.